# Nordschacht (Süpplingen)
Nordschacht ist ein Wohnplatz der Gemeinde Süpplingen im Landkreis Helmstedt in Niedersachsen.
Nordschacht liegt im Osten von Niedersachsen, an der Bundesstraße 1 zwischen Süpplingen und Helmstedt. Der Wohnplatz geht auf einen gleichnamigen Bergwerksschacht zurück.

## Geschichte
Von 1819 bis 1821 erfolgte durch das Herzogtum Braunschweig in der Feldmark Wolsdorf der Bau der Schachtanlage Prinz Wilhelm zur Gewinnung von Braunkohle. Namensgeber war Wilhelm, der zweite Sohn von Friedrich Wilhelm, Herzog zu Braunschweig-Lüneburg. 1873 übertrug die Herzogliche Grubenverwaltung die Bergwerksanlagen an die neugegründeten Braunschweigischen Kohlen-Bergwerke.
1885 begann östlich von Süpplingen das Abteufen des Nordschachtes als Förderschacht, um die in diesem Jahr eröffnete Zuckerraffinerie Frellstedt mit Kohle zu versorgen. Im Dezember 1888 begann im 54 Meter tiefen Nordschacht der Förderbetrieb. Von 1890 an bis zur Schließung des Schachtes verband eine Luftseilbahn den Nordschacht mit der Norddeutschen Zuckerraffinerie Frellstedt, dem Hauptabnehmer der dort geförderten Kohle.
1917 fiel durch einen Maschinenschaden die Entwässerung aus und der Schacht verschlämmte. 1921 wurde der Nordschacht endgültig aufgegeben.